# Сан-Таш
Сан-Таш (кирг. Сан-Таш) — село в Тюпском районе Иссык-Кульской области Кыргызстана. Входит в состав Сан-Ташского аильного округа. Код СОАТЕ — 41702 225 865 04 0.

## Население
По данным переписи 2009 года, в селе проживало 133 человека.
По данным переписи 2022 года в селе проживало 186 человека.